# Рёгнвальдюр Сигюрьоунссон
Рёгнвальдюр Карл Сигюрьоунссон (исл. Rögnvaldur Karl Sigurjónsson; 15 октября 1918, Эскифьордюр — 28 февраля 2004) — исландский пианист и музыкальный педагог.

## Биография
Учился в Рейкьявике у Аурни Кристьянссона (Árni Kristjánsson). Одновременно с занятиями музыкой увлекался спортом, выступал на Олимпийских играх 1936 года в Берлине за сборную команду Исландии по водному поло. Затем совершенствовал своё пианистическое искусство в 1937—1939 гг. в Париже у Марселя Чампи и в 1942—1945 гг. в Нью-Йорке у Саши Городницкого. По итогам обучения в США 11 июня 1945 года выступил с концертом из произведений Ференца Листа в Национальной галерее искусства в Вашингтоне.
Вернувшись в Исландию в 1945 году, начал преподавательскую карьеру, совмещая её с концертной деятельностью. Ключевыми авторами в репертуаре пианиста были Лист, Шопен, Прокофьев. Гастроли Рёгнвальдюра Сигюрьоунссона в разные годы проходили в США, Канаде, скандинавских странах, Австрии и СССР. Концертную карьеру Рёгнвальдюр Сигюрьоунссон завершил в 1979 году. До 1986 года он преподавал в Рейкьявикской школе музыки.
В Исландии вышли семь дисков с записями Рёгнвальдюра Сигюрьоунссона, наиболее ранние из которых (соната Нильса Вигго Бентсона и пьесы Роберта Шумана) относятся к 1956 году. В поздние годы пианист выпустил две книги воспоминаний, Spilað og spaugað и Með lífið í lúkunum. В 1977—1983 гг. занимал пост председателя Федерации исландских музыкантов (Félag íslenskra tónlistarmanna).